# Josip Barišić (calciatore 1983)
Josip Barišić (Posušje, 12 agosto 1983) è un ex calciatore bosniaco, di ruolo difensore.

## Carriera

### Club
Il 28 gennaio 2011 si accasa tra le file dell'Hajduk Spalato firmando un contratto dalla durata di tre anni e mezzo. Il 5 marzo seguente fa il suo debutto con i Bili disputando da titolare il match esterno di campionato vinto contro il Zara (0-2).

### Nazionale
Nel 2010 ha giocato una partita nella nazionale bosniaca.

## Statistiche

### Cronologia presenze e reti in nazionale
| Cronologia completa delle presenze e delle reti in nazionale ― Bosnia ed Erzegovina | Cronologia completa delle presenze e delle reti in nazionale ― Bosnia ed Erzegovina | Cronologia completa delle presenze e delle reti in nazionale ― Bosnia ed Erzegovina | Cronologia completa delle presenze e delle reti in nazionale ― Bosnia ed Erzegovina | Cronologia completa delle presenze e delle reti in nazionale ― Bosnia ed Erzegovina | Cronologia completa delle presenze e delle reti in nazionale ― Bosnia ed Erzegovina | Cronologia completa delle presenze e delle reti in nazionale ― Bosnia ed Erzegovina | Cronologia completa delle presenze e delle reti in nazionale ― Bosnia ed Erzegovina |
| Data                                                                                | Città                                                                               | In casa                                                                             | Risultato                                                                           | Ospiti                                                                              | Competizione                                                                        | Reti                                                                                | Note                                                                                |
| ----------------------------------------------------------------------------------- | ----------------------------------------------------------------------------------- | ----------------------------------------------------------------------------------- | ----------------------------------------------------------------------------------- | ----------------------------------------------------------------------------------- | ----------------------------------------------------------------------------------- | ----------------------------------------------------------------------------------- | ----------------------------------------------------------------------------------- |
| 10-12-2010                                                                          | Adalia                                                                              | Bosnia ed Erzegovina                                                                | 2 – 2                                                                               | Polonia                                                                             | Amichevole                                                                          | -                                                                                   | 58’                                                                                 |
| Totale                                                                              |                                                                                     | Presenze                                                                            | 1                                                                                   |                                                                                     | Reti                                                                                | 0                                                                                   |                                                                                     |

## Palmarès

### Club

#### Competizioni nazionali
- Coppa della Bosnia ed Erzegovina: 1

Široki Brijeg: 2016-2017